# 小獵犬號
HMS小獵犬號（HMS Beagle，或譯貝格爾號，Beagle就是知名的米格魯獵兔犬）是一艘屬於英國皇家海軍的雙桅橫帆船。於1820年5月11日下水啟航。第二次出航時，查爾斯·達爾文登上此艦擔任隨船博物學家。
英国皇家海军小猎犬号的第二次航行以搭载最近毕业的博物学家查尔斯·达尔文环游世界而闻名。在调查工作进行期间，达尔文在岸上旅行并研究了地质学、自然历史和民族学。他因出版日记而声名鹊起，最著名的是《小猎犬号航海记》，他的发现在他关于进化和自然选择的科学理论的形成中发挥了关键作用。

## 设计结构
切罗基级10门双桅双桅帆船由亨利·皮克爵士于1807年设计，最终建造了100多艘。小猎犬号和杖鱼号的施工图于1817年2月16日发布给胡列治船坞，并在1817年7月16日用彩色墨水进行了修改，修改后增加了舷墙的高度（船的侧面延伸到上甲板之上），从船首的6英寸（15厘米）到船尾的4英寸（10厘米）不等。小猎犬号的龙骨于1818年6月铺设，建造成本为7,803英镑，该船于1820年5月11日下水。:22
24,36
据报道，该船的第一项任务是参加英国国王乔治四世的加冕庆典；约翰·洛特·斯托克斯（John Lort Stokes）在1846年的《日报》（Journal）中说，这艘船被带上泰晤士河，穿过旧伦敦桥，向加冕礼致敬，是第一个在桥上游漂浮的战争之人。:3

## 第一次旅程
普林格尔·斯托克斯船长于1825年9月7日被任命为小猎犬号船长，该船被分配给水文局的测量部门。1825年9月27日，小猎犬号停靠在胡列治，准备进行维修和装备，以执行新任务。她的火炮从十门减到六门，并增加了后桅以提高她的操控性，从而将她从双桅帆船变成了巴克船（或三桅帆船）。:33,36-37
1826年5月22日，小猎犬号在斯托克斯船长的指挥下从普利茅斯启航，开始了她的第一次航行。该任务是在指挥官兼测量员澳大利亚船长菲利普·帕克·金的全面指挥下，陪同更大的探险号（380吨）对巴塔哥尼亚和火地岛进行水文测量。
1827年3月3日，在芭芭拉海峡，小猎犬号遇到了一艘载有萨克森科堡亲王号海豹捕猎舰幸存者的船，该船于1826年12月16日在科伯恩海峡沉没。斯托克斯派出两艘汽艇营救驻扎在那里的其他幸存者。
面对火地岛荒凉水域调查中更困难的部分，斯托克斯船长陷入了深深的沮丧。在麦哲伦海峡的饥荒港，他把自己锁在船舱里14天，然后在过度兴奋中并提到准备下一次巡航后，于1828年8月2日开枪自杀未果。在经历了四天的谵妄后，斯托克斯略有康复，但随后他的伤情恶化，于1828年8月12日去世。帕克·金上尉随后用小猎犬号中尉威廉·乔治·斯奎林中尉接替斯托克斯担任指挥官，两艘船都驶向蒙得维的亚。10月13日，金驾驶探险号前往里约热内卢进行改装和补给。在这项工作中，南美编队总司令、海军少将罗伯特·奥特韦爵士登上恒河号，宣布他决定将小猎犬号也带到蒙得维的亚进行维修，并打算取代天环号。小猎犬号抵达后，奥特韦将该舰交由他的助手、旗舰中尉罗伯特·菲茨罗伊指挥。
23岁的贵族菲茨罗伊被证明是一位能干的指挥官和一丝不苟的测量员。在一次事件中，一群火地岛人偷走了一艘船，菲茨罗伊将他们的家人作为人质带上船。最终，他抓住了两个男人，一个女孩和一个男孩，给他起名叫杰米·巴顿，当小猎犬号于1830年10月14日返回英国时，这四个土生土长的火地岛人被带回了英国。在英国短暂停留期间，四个人中最有希望的波特·梅墨里（船之记忆）死于天花。
在这次调查中，比格尔海峡被确定并以该船命名。
第一次航行的航海日志由菲茨罗伊船长亲笔书写，由位于阿根廷布宜诺斯艾利斯省蒂格雷的海军博物馆（阿根廷海军管理）在苏富比拍卖会上获得，现在保存在那里。

## 第二次旅程
菲茨罗伊有理由希望南美洲调查会在他的指挥下继续进行，但当海军大臣似乎放弃了这一计划时，他做出了其他安排，让火地岛人返回。一位好心的叔叔听说了这件事，联系了海军部。不久之后，菲茨罗伊听说他将被任命为雄鸡号的指挥官前往火地岛，但由于她的状况不佳，小猎犬号被取代进行这次航行。1831年6月27日，菲茨罗伊再次被任命为指挥官，1831年7月4日，小猎犬号在他的指挥下服役，中尉为约翰·克莱门茨·威克姆和巴塞洛缪·詹姆斯·苏利万。:13-17

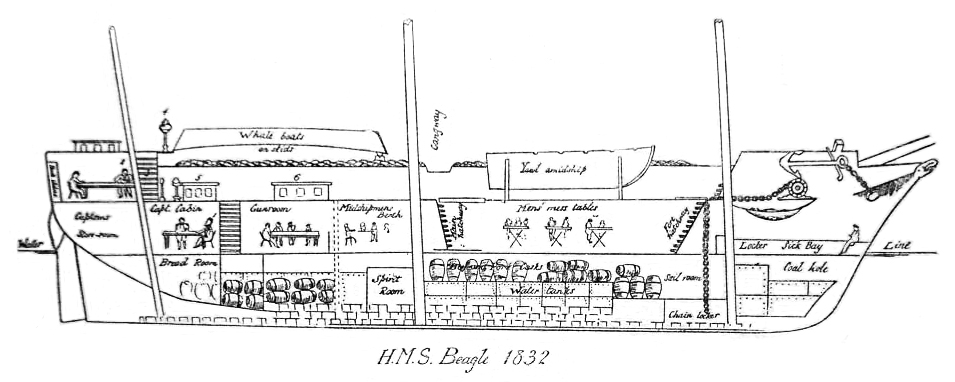
1832年改造后的小猎犬号

小猎犬号立即被带到德文波特码头进行大规模重建和改装。由于她需要一个新的甲板，菲茨罗伊号将上层甲板大幅升高，向后升高了8英寸（200毫米），向前升高了12英寸（300毫米）。切罗基级船只被誉为“棺材”级双桅帆船，操作不当，容易沉没。除了增加下面的净空高度外，升高的甲板还通过减少上甲板顶部可能积聚的水量，使小猎犬号在恶劣天气下不易受到顶部重量和可能倾覆的影响，这些水量被船舷困住。船体上增加的额外护套使其载重增加了约7吨，排水量可能增加了15吨。:17-18
这艘船是最早安装威廉·斯诺·哈里斯发明的避雷针的船只之一。菲茨罗伊在安装过程中不遗余力，其中包括22个航海鐘:17-18和五个弯管流体压力计，这是一种无汞气压计，由亚历山大·阿迪获得专利，菲茨罗伊认为它能提供海军部要求的准确读数。为了减少对导航仪器的磁干扰，菲茨罗伊提议用铜炮代替铁炮，但海军部拒绝了这一请求。（1832年4月，当这艘船抵达里约热内卢时，他用自己的资金进行了更换：这艘船现在在前桅的转盘上有一个“六磅重的船用卡拉胶”，主桅前有两门六磅重铜炮，主桅后还有四门铜炮；其中两门重九磅，另外两门重六磅。）:24,35:82
菲茨罗伊在第一次航行中发现需要地质专家的建议，并决定如果在类似的探险中，他将“努力安排一个有资格检查陆地的人；而军官和我自己将负责水文。”那个时代的指挥可能涉及压力和孤独，正如斯托克斯船长的自杀所表明的那样，菲茨罗伊自己的叔叔卡斯尔雷子爵在过度劳累的压力下自杀了。他试图让一个朋友陪伴他但失败了，他要求他的朋友兼上级弗朗西斯·博福特上尉寻找一位绅士博物学家作为自筹资金的乘客，在航行中陪伴他。一系列的询问促使查尔斯·达尔文加入了这次航行，他是一位正在成为农村牧师的年轻绅士。菲茨罗伊受到拉瓦特面相学的影响，达尔文在他的自传中回忆说，他几乎“因为我的鼻子形状而被拒绝！他是拉瓦特的忠实信徒，他相信他可以通过一个人的轮廓来判断他的性格；他怀疑有我鼻子的人是否有足够的精力和决心进行这次航行。”

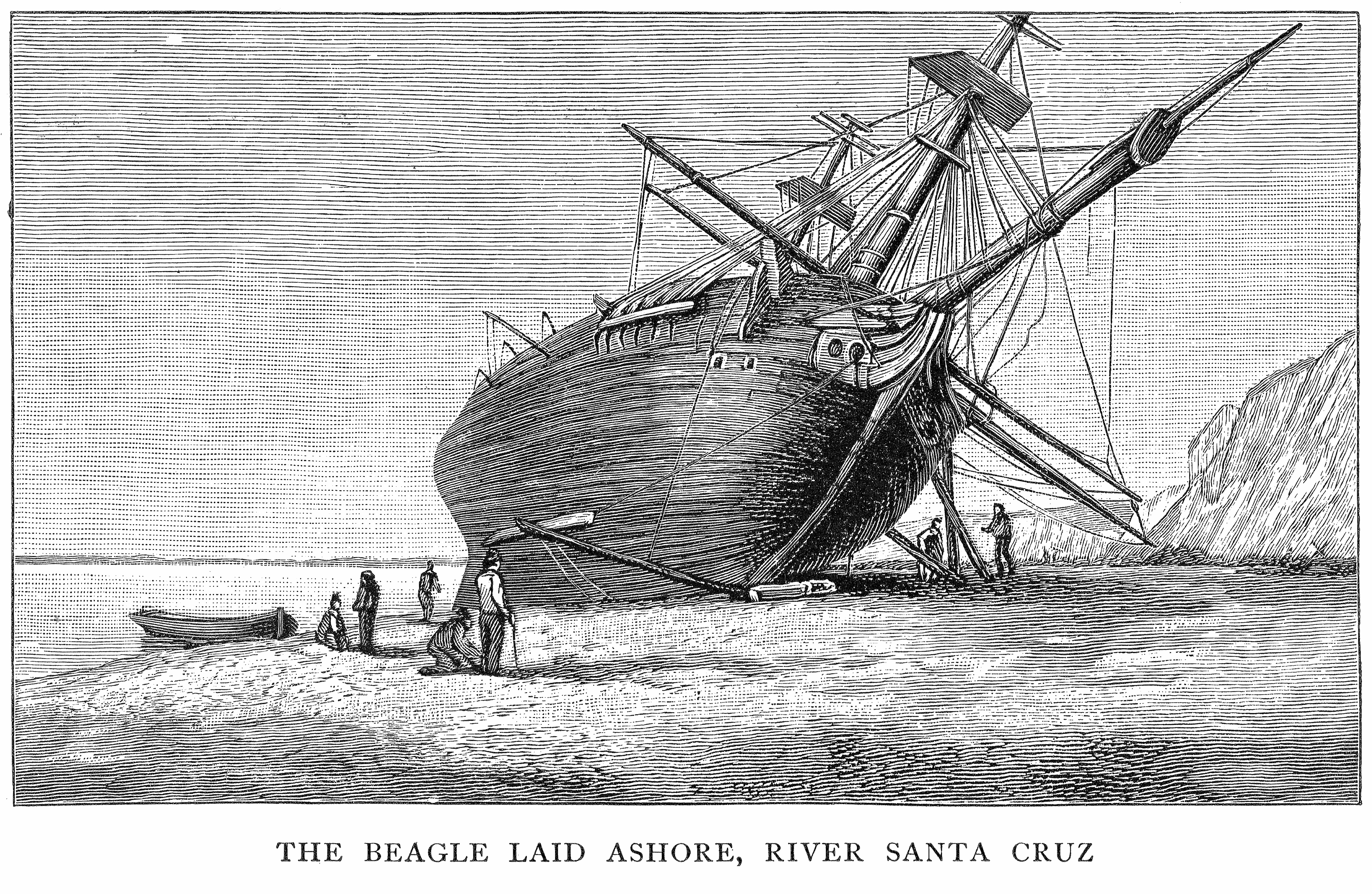
小猎犬号在圣克鲁斯河搁浅，绘于1834年

小猎犬号原定于1831年10月24日出发，但由于准备工作的延误，出发被推迟到12月。12月10日，她从德文波特出发，开始了一次突破性的科学探险。由于天气恶劣，她的第一站就在前方几英里处，普利茅斯海峡西侧的巴恩普尔。小猎犬号于12月27日从巴恩普尔离开锚地，经过附近的普利茅斯。在南美洲完成广泛调查后，她于1836年2月6日经新西兰、悉尼、霍巴特返回英国康沃尔郡法尔茅斯。:638
达尔文记录了他的经历，并将其与科学笔记中的细节相结合，于1839年出版了《日记与评论》一书，作为探险官方记录的第三卷。这本游记和科学杂志广受欢迎，并多次重印，有各种标题和修订后的第二版，被称为《小猎犬号航海记》。:2-3,24

## 第三次旅程

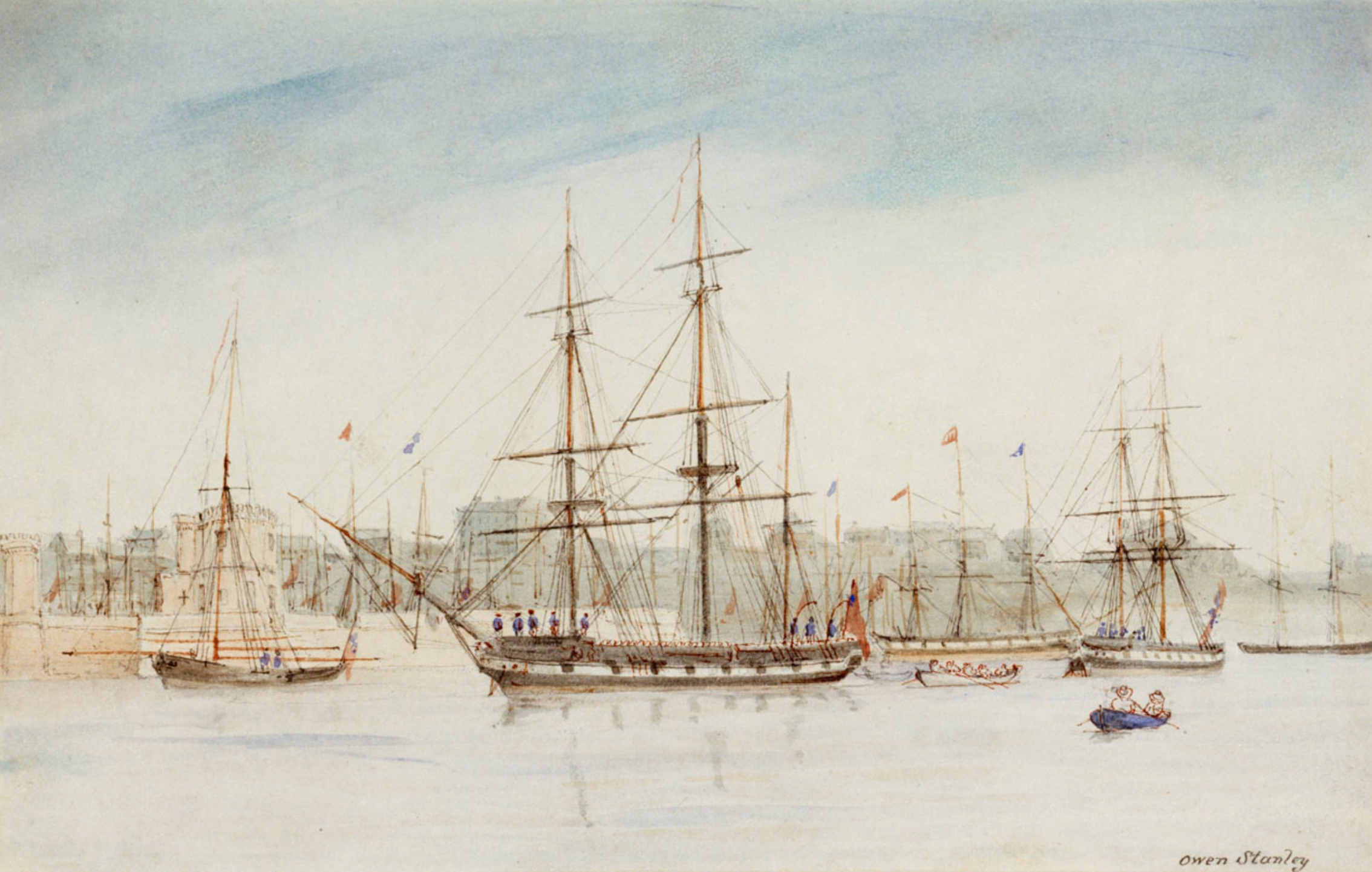
1837年小猎犬号前往澳大利亚，这是1841年在澳大利亚水域的小猎犬号，由姊妹舰布里托马特号船长欧文·斯坦利绘制

在第二次航行返回后的六个月里，进行了一些小修，小猎犬号被委托在指挥官约翰·克莱门茨·威克姆的指挥下调查澳大利亚海岸的大部分地区，指挥官约翰·克莱门斯·威克姆曾是第二次航行的中尉，助理测量员约翰·洛特·斯托克斯中尉曾是小猎犬号第一次航行的海军军官候补生，然后是第二次航行的大副和助理测量员（与普林格·斯托克斯没有关系）。他们于1837年6月9日离开胡列治，由拳击手号蒸汽轮拖曳，到达普利茅斯后，在当月剩余的时间里调整了仪器。1837年7月5日上午，他们从普利茅斯海峡出发，向南航行，在特内里费岛、巴伊亚和开普敦停留观察。
他们于1837年11月15日抵达天鹅河（今西澳大利亚州珀斯）。他们的调查从天鹅河和西澳大利亚州菲茨罗伊河之间的西海岸开始，然后调查了大陆东南角巴斯海峡的两岸。为了协助小猎犬号在巴斯海峡的测量行动，范地的殖民地接应船万西塔特号由范迪门斯地副总督约翰·富兰克林爵士借用，由大副查尔斯·科丁顿·福赛斯指挥，并由该船的另一位同伴帕斯科协助。1839年5月，两船向北航行，勘测帝汶岛对面的阿拉弗拉海海岸。当威克姆生病辞职时，指挥官于1841年3月由约翰·洛特·斯托克斯中尉接管，他继续进行调查。第三次航行于1843年完成。
对卡奔塔利亚湾的勘探揭示了两条主要河流，阿尔伯特河和弗林德斯河。
海岸周围的许多地方都是由威克姆命名的，后来斯托克斯成为船长时也进行了命名，通常是为了纪念知名人士或船员。1839年10月9日，威克姆将斯托克斯首次发现的港口命名为达尔文港，以纪念他们的前船员查尔斯·达尔文。在那里发现了一种新的细粒砂岩，这让他们想起了他（以及他的“地质学”）。1869年，那里的一个定居点成为帕默斯顿镇，1911年更名为达尔文（不要与达尔文附近的今天的帕默斯顿市混淆）。
在这次调查中，小猎犬湾以该船命名。
本次航行中，本杰明·比诺埃首次在澳大利亚北海岸收集了本生烟（Nicotiana Benthamiana），用于科学研究，本生烟是一种从20世纪90年代开始用作生产重组DNA的烟草。

## 最后岁月
1845年，小猎犬号被改装为一艘静态的海岸警卫队观察船，就像驻扎在全国各地河流和港口的许多类似观察船一样。她被移交给英国海关总署，以控制泰晤士河口北岸以外埃塞克斯海岸通航水道的走私活动。她停泊在罗奇河的河中，罗奇河是克劳奇河和罗奇河潮汐河系统的一部分，该系统位于克劳奇河畔伯纳姆以南和以西，是一个庞大的水道和沼泽迷宫的一部分。这片广阔的海域拥有243公里（151英里）的潮汐海岸线，是埃塞克斯565公里（351英里）海岸线的一部分，是英国最大的海岸线。
1851年，养殖和捕捞“Walflete”或“Walfleet”欧洲牡蛎的牡蛎公司和贸易商请求将海关观察船WV-7（前小猎犬号）移走，因为它阻碍了河流及其牡蛎床。在1851年5月25日的海军名单中，它显示她在帕格莱瑟姆更名为“W.V.No.7”。1870年，她被卖给“默里先生和教练”进行拆解。

## 残骸可能留存的地点

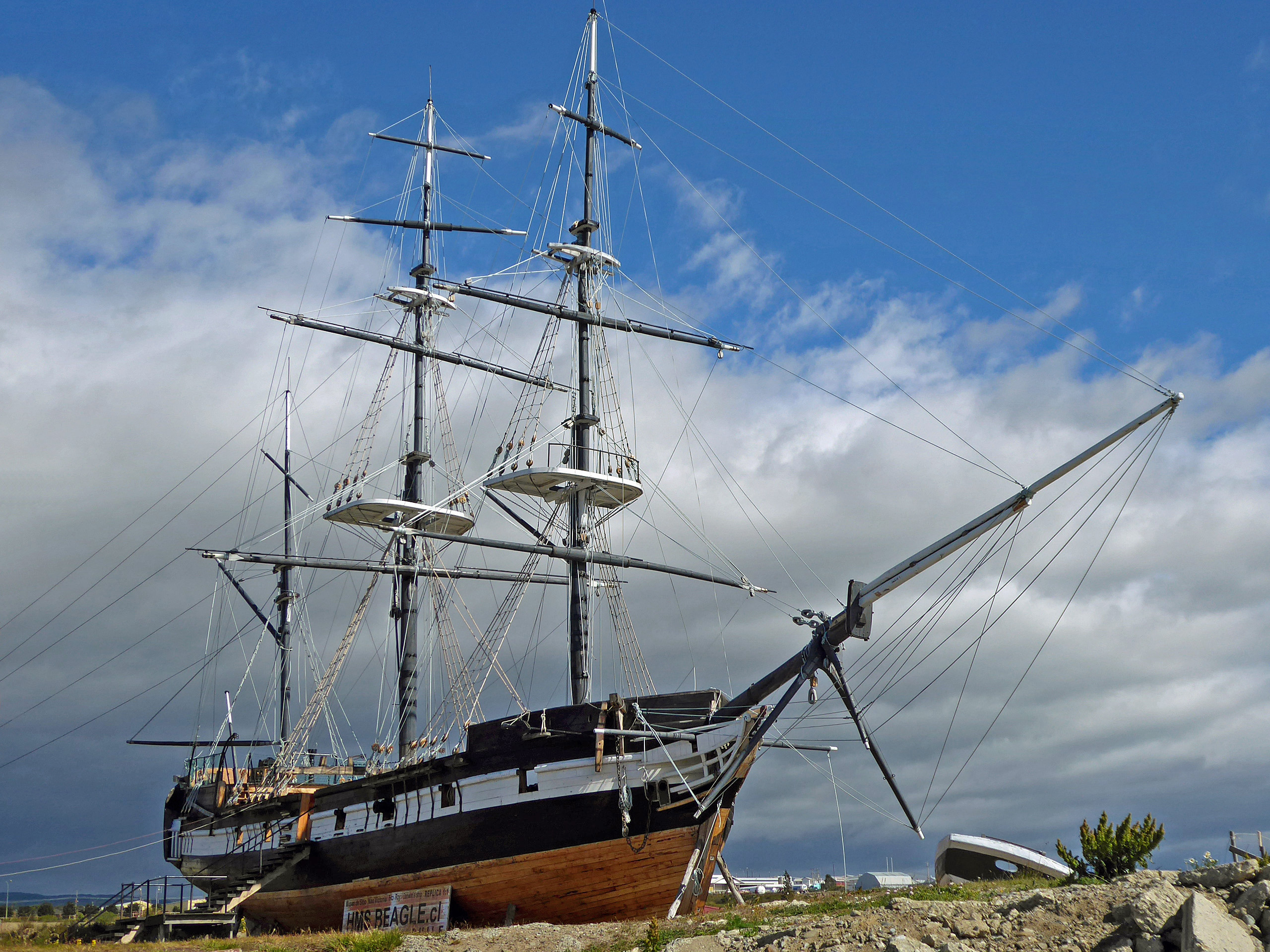
小猎犬号的1:1复刻模型，位于智利蓬塔阿雷纳斯的纳奥维多利亚博物馆

圣安德鲁斯大学的罗伯特·普雷斯科特领导的一个小组于2000年开始进行调查，发现文件证实“W.V.7”就是小猎犬号，并注意到1847年水文测量图上罗奇河中游（帕格勒姆河段）显示的一艘与她的体型相匹配的船。后来的一张图表显示，在东端码头附近和水边农场附近的帕格勒姆河段北岸附近有一个凹痕。这可能是W.V.7-小猎犬号的码头。现场调查发现，在船屋以西约150米（490英尺）的潮汐河岸上，有一片约15英尺（4.6米）深的沼泽地。这一发现与海图位置相吻合，在同一地区发现了许多正确时期的陶器碎片。
2003年11月的调查显示，码头内有大量材料的残骸，可能是船本身的一部分。挖掘出一个1841年样式的旧锚。还发现，1871年的人口普查记录了一座名为威廉·默里和托马斯·雷纳的新农舍，这引发了人们的猜测，即他们是1870年购买这艘船的“默里先生和教练”。这座农舍在20世纪40年代被拆除，但附近的一个船库采用了与小猎犬号使用的膝盖木相匹配的木材。已知在邻近村庄发现了另外两个与从该船目前位置挖掘的锚类似的大型锚。据信这艘船上有四个锚。
他们的调查出现在英国广播公司的一个电视节目中，该节目展示了每艘观察船将如何容纳七名来自其他地区的海岸警卫队官员，以尽量减少与当地人的勾结。每个军官都有大约三个房间来容纳他的家人，形成了一个小社区。他们将使用小船拦截走私者，调查人员发现了一条[[堤路[]，在退潮时可以穿过河岸的软泥。显然，下一个海岸警卫队站是小猎犬号的姊妹船袋鼠号。

## 相關文獻
- Voyage of the Beagle, Charles Darwin (including FitzRoy's commentary on refitting the Beagle from his account of the voyage), Penguin Books, London 1989 ISBN 0-14-043268-X

- Parker King, Philip, FitzRoy, Robert , 编,  I, London: Henry Colburn, 1839  [2007-11-23], （原始内容存档于2011-05-05）.

- FitzRoy, Robert,  II, London: Henry Colburn, 1839  [2007-11-23], （原始内容存档于2011-05-05）.

- FitzRoy, Robert, , London: Henry Colburn, 1839  [2007-11-23], （原始内容存档于2010-12-15）.

- Darwin, Charles,  III, London: Henry Colburn, 1839  [2007-11-23], （原始内容存档于2011-05-05）.

## 外部連結
- Darwin Online - bibliography （页面存档备份，存于）: Proceedings of the first and second expeditions, and Darwin's Journal (The Voyage of the Beagle).
- Charles Darwin的作品  - 古騰堡計劃 list includes The Voyage of the Beagle
- John Lort Stokes, Discoveries in Australia, Volume 1 （页面存档备份，存于）, Volume 2 （页面存档备份，存于）.
- Digitised copies of the original logs of HMS Beagle, British Atmospheric Data Centre/The National Archives as part of the CORRAL project
- Robert FitzRoy, 1836, Sketch of the Surveying Voyages of his Majesty's Ships Adventure and Beagle, 1825-1836. Commanded by Captains P. P. King, P. Stokes, and R. Fitz-Roy, Royal Navy （页面存档备份，存于）. Journal of the Geological Society of London 6: 311-343
- Visit and Testimony of Captain Fitz-Roy
- HMS Beagle - Port Cities （页面存档备份，存于）
- The sympiesometer of Alexander Adie （页面存档备份，存于）
- The Journal of Syms Covington - Chapter 1. （页面存档备份，存于）
- The replica HMS Beagle project （页面存档备份，存于）
- BBC News - Darwin's Beagle ship 'found' （页面存档备份，存于）
- The Observer - Evolution of radar points to HMS Beagle's resting place. （页面存档备份，存于）
- BBC News - Plans to build HMS Beagle replica for 2009 Darwin bicentenary. （页面存档备份，存于）
- Museo Nao Victoria - Oficial blog of the building process for the full size HMS Beagle replica. （页面存档备份，存于）